# W80

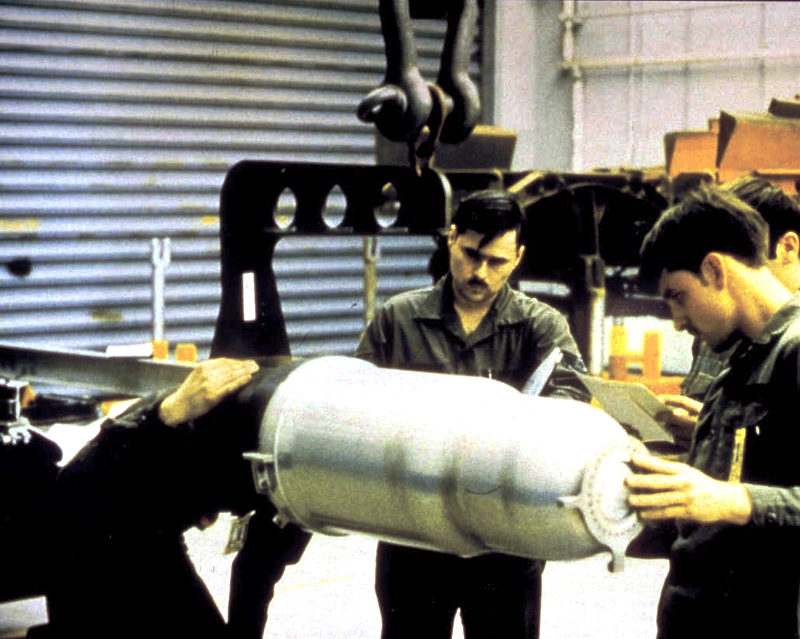

W80 – taktyczny ładunek atomowy o mocy 200 kT.
W klasie W80 jest też W80-1 o regulowanej mocy od 5 do 200 kT. Kilka takich ładunków zostało omyłkowo załadowane do bombowca B-52, który 30 sierpnia 2007 r. leciał z Północnej Dakoty do Luizjany stając się medialnym wydarzeniem czołówek gazet.